# 卡尔德拉纳内斯区
卡尔德拉纳内斯区是冰岛西峽灣區的市镇。市镇面积为458平方公里，人口数量为116人（2023年）。